# Новый Байтермиш
Новый Байтермиш — деревня в Исаклинском районе Самарской области в составе сельского поселения Исаклы.

## География
Находится на расстоянии примерно 12 километров на восток от районного центра села Исаклы.

## Население
Постоянное население составляло 81 человек (мордва 79%) в 2002 году, 48 в 2010 году.